# Menhir van Heyd

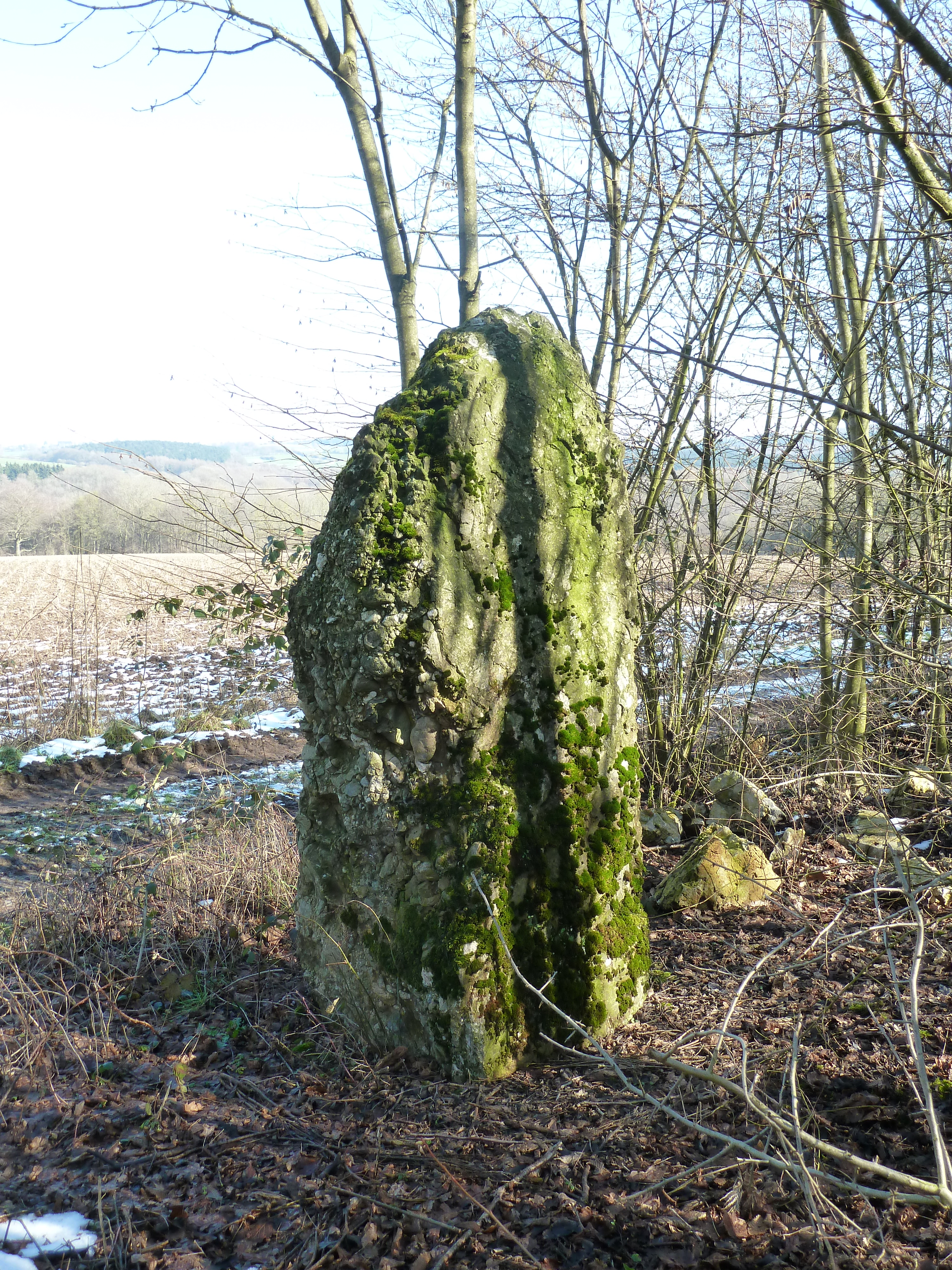
De Menhir van Heyd

De Menhir van Heyd, ook bekend als Pierre Lejeune, Menhir van Tour of Pierre de Tour is een menhir bij Heyd in de gemeente Durbuy in de Belgische provincie Luxemburg. De menhir staat op ongeveer twee kilometer ten noordwesten van het dorp, ongeveer 1,4 kilometer ten noordoosten van het gehucht Tour en ongeveer vier kilometer ten noorden van Wéris. In de omgeving, in en rond de vallei waarin Wéris gelegen is, bevinden zich nog twee dolmens en nog een aantal andere menhirs. De verschillende megalieten in de omgeving zouden verschillende alignmenten met elkaar vormen die evenwijdig aan elkaar gelegen zijn. De Menhir van Heyd is onderdeel van de voornaamste alignment.
De menhir staat aan de rand van een landweg en bevindt zich in de buurt van de granietmijn Carrière de Heyd.

## Geschiedenis
In 1947 was er al melding gemaakt door Hélène Danthine, hoogleraar in de archeologie aan de Universiteit van Luik, dat er een menhir gesignaleerd was bij Heyd.
In 1995 zou de menhir opnieuw zijn opgericht tijdens een opgraving.
In september-oktober 1998 vond er op deze locatie een opgraving plaats.